# Fomes clelandii
Fomes clelandii är en svampart som beskrevs av Lloyd 1915. Fomes clelandii ingår i släktet Fomes och familjen Polyporaceae.   Inga underarter finns listade i Catalogue of Life.